# Hinterhör
Hinterhör ist ein Gemeindeteil des Marktes Neubeuern im oberbayerischen Landkreis Rosenheim. Der Ort liegt östlich des Kernortes Neubeuern.

## Sehenswürdigkeiten
In der Liste der Baudenkmäler in Neubeuern sind für Hinterhör zwei Baudenkmale aufgeführt:
- Das Gutshaus (Hinterhör 1) in der Art eines oberbayerischen Einfirsthofes ist ein zweieinhalbgeschossiger Flachsatteldachbau aus dem 18. Jahrhundert. Es wurde 1849 erneuert und um 1900 ausgebaut. Das Gebäude ist gekennzeichnet von Rundbogenöffnungen, einem polygonalen Erker, einer traufseitigen Galerie mit schmiedeeisernem Geländer auf Säulen, Balkonvorbau mit Dreiecksgiebel und Satteldach auf Säulen und Vorbauten mit Walmdächern auf Säulen.

- Das sogenannte Waschhaus war ehemals ein Schiffsmeisterhaus. Der zweigeschossige Flachsatteldachbau mit Laube und verbretterter Hochlaube stammt aus dem 18. Jahrhundert. Mitte des 19. Jahrhunderts wurde es umgebaut und als Waschhaus umgenutzt.
- Das sogenannte Schweinepalais (ehemals Gutshaus; Hinterhör 3) ist ein dreigeschossiger Putzbau mit flachem Walmdach, Rundöffnungen und klassizistischen Putzgliederungen. Im Kern stammt es aus dem 18. Jahrhundert, im Jahr 1847 wurde es umgebaut.